# (20433) Prestinenza
(20433) Prestinenza (1999 CL12) – planetoida z pasa głównego asteroid okrążająca Słońce w ciągu 5,59 lat w średniej odległości 3,15 j.a. Odkryta 14 lutego 1999 roku.